# Parafia cywilno-wojskowa św. Elżbiety we Wrocławiu
Parafia cywilno-wojskowa św. Elżbiety we Wrocławiu – parafia rzymskokatolicka w dekanacie Wrocław Katedra w archidiecezji wrocławskiej oraz Dekanacie Wojsk Lądowych Ordynariatu Polowego Wojska Polskiego (do 6-12-2011 roku parafia należała do Śląskiego Dekanatu Wojskowego).
Proboszczem parafii jest ks. płk Janusz Radzik. Obsługiwana jest przez kapłanów Ordynariatu Polowego Wojska Polskiego. Erygowana w 1998. Mieści się przy ulicy św. Elżbiety 1.

Odpust: 17 listopada. Wieczysta Adoracja 31 maja

## Obszar parafii
Parafia obejmuje ulice: Białoskórnicza, Św. Elżbiety, Garbary (nr. 2-4, 3-5), Igielna, Kiełbaśnicza (nr. 6, 12-14, 30-38, 1A, 7-7A, 13-15, 29-31), Kotlarska (nr 43), Kurzy Targ, Kuźnicza (nr. 14, 60-66, 3-5, 11, 63-65), Łazienna, Malarska, św. Mikołaja (nr. 13-15, 71, 14, 72), Odrzańska (nr. 1-7, 21-23, 2-6, 20), Oławska (nr. 1-5), Przejście Garncarskie, Przejście Żelaźnicze, Ruska, Rynek (nr 29-41, nr. 1-8, 13-38, 42/43-60), Rynek Ratusz, Rzeźnicza (nr. 8-10, 14, 24, 28-34, 1-11, 25, 31), pl. Solny, Sukiennice (nr. 1-4), Szewska (nr. 59-63, 67-69, 79, 64-70, 78-80), Więzienna (1-4, 30), Wita Stwosza (nr. 56-58, 57), Zaułek Pokutniczy.